# België op het Junior Eurovisiesongfestival 2011
België nam deel aan het Junior Eurovisiesongfestival 2011 in Jerevan, Armenië. Het was de 9de deelname van het land op het Junior Eurovisiesongfestival. De selectie verliep via het jaarlijkse Junior Eurosong. De VRT was verantwoordelijk voor de Belgische bijdrage voor de editie van 2011.

## Selectieprocedure
Op 20 november 2010, net na afloop van het Junior Eurovisiesongfestival 2010, gaf de VRT te kennen ook te zullen deelnemen aan de volgende editie van het Junior Eurovisiesongfestival. Hiermee was België het eerste land dat zijn deelname voor 2011 bevestigde.
Geïnteresseerden kregen tot 4 februari 2011 de tijd om zich kandidaat te stellen voor de Belgische preselectie. Op zaterdag 25 juni 2011 werden de kandidaten bekendgemaakt in het weekendochtendprogramma Ketnet King Size. Sinds die dag waren ook alle videoclips beschikbaar op de website van Ketnet. Vanaf 1 juli werden deze clips ook uitgezonden op Ketnet. Ook dit jaar werd er rond elk kind een ID-kit gemaakt, waarin de kandidaten zichzelf voorstelden. Deze kits werden uitgezonden vanaf 17 juli. Ook dit jaar werd er weer een groepslied gemaakt, deze keer met de titel Kei! Vet! Cool! Het was een compositie van Peter Gillis, Miguel Wiels en Cliff Vrancken.
Junior Eurosong 2011 verliep volgens dezelfde formule als vorig jaar. De acht kandidaten werden ingedeeld in vier groepjes van twee. Vier dagen lang – van maandag 26 tot en met donderdag 29 september – traden telkens twee kandidaten aan in onderling duel. Een driekoppige vakjury, bestaande uit Miguel Wiels, Eva Daeleman en Tom Dice, besliste dan wie van de twee kandidaten telkens doorstootte naar de finale. In de finale, op vrijdag 30 september, kreeg het publiek een stemaandeel van 50 %.
Uiteindelijk wist Femke Junior Eurosong 2011 te winnen. Met haar nummer Een kusje meer won ze van de drie overige finalisten.

## Junior Eurosong 2011

### Halve finales
26 september 2011
| Volgorde | Artiest   | Lied         |
| -------- | --------- | ------------ |
| 1        | Evelyn    | Music and me |
| 2        | Alexandra | Big bang     |

27 september 2011
| Volgorde | Artiest | Lied           |
| -------- | ------- | -------------- |
| 1        | Femke   | Een kusje meer |
| 2        | Seppe   | Hey hallo jij  |

28 september 2011
| Volgorde | Artiest | Lied                     |
| -------- | ------- | ------------------------ |
| 1        | Naomi   | Niemand krijgt ons klein |
| 2        | Ciska   | Disco jojo               |

29 september 2011
| Volgorde | Artiest | Lied                   |
| -------- | ------- | ---------------------- |
| 1        | Vince   | Freedom                |
| 2        | Flor    | Ze is nog niet van mij |

### Finale
30 september 2011
| Volgorde | Artiest   | Lied                     |
| -------- | --------- | ------------------------ |
| 1        | Alexandra | Big bang                 |
| 2        | Femke     | Een kusje meer           |
| 3        | Naomi     | Niemand krijgt ons klein |
| 4        | Vince     | Freedom                  |

## Discografie
Op 29 augustus 2011 werd er een album uitgebracht met alle liedjes van het Junior Eurosong 2011. Het album kwam op 3 september de Vlaamse Ultratop 100-albumlijst binnen.  

#### Albums
| Album met hitnotering(en) in de Vlaamse Ultratop 200 albums | Datum van verschijnen | Datum van binnenkomst | Hoogste positie | Aantal weken | Opmerkingen |
| ----------------------------------------------------------- | --------------------- | --------------------- | --------------- | ------------ | ----------- |
| Junior Eurosong 2011                                        | 29-08-2011            | 03-09-2011            | 4               | 18           | Goud        |

### Singles
| Single met hitnotering(en) in de Vlaamse Ultratop 50 | Datum van verschijnen | Datum van binnenkomst | Hoogste positie | Aantal weken | Opmerkingen |
| ---------------------------------------------------- | --------------------- | --------------------- | --------------- | ------------ | ----------- |
| Een kusje meer                                       | 2011                  | 08-10-2011            | tip22           | -            | Femke       |

## In Jerevan
In oktober werd de startvolgorde geloot. België zou als dertiende en laatste aan de bak komen, net na Georgië. Aan het einde van de puntentelling stond Femke op de zevende plaats, met 64 punten. België kreeg één keer het maximum van twaalf punten, van buurland Nederland. Georgië, dat net voor België aan de beurt was, won het festival.

### Gekregen punten
| 12 punten           | 10 punten         | 8 punten                       | 7 punten             | 6 punten      |
| ------------------- | ----------------- | ------------------------------ | -------------------- | ------------- |
| - Nederland         |                   |                                | - Bulgarije - Zweden |               |
| 5 punten            | 4 punten          | 3 punten                       | 2 punten             | 1 punt        |
| - Georgië - Letland | - Noord-Macedonië | - Armenië - Litouwen - Rusland | - Oekraïne           | - Wit-Rusland |